# مونديفارما
شركة مونديفارما (بالألمانية: Mundipharma GmbH) هي شركة صيدلانية ألمانية مقرها في هسن الوسطى وبالتحديد في ليمبورغ آن در لان. وتعد من أكبر الشركات في منطقة ليمبورغ-فايلبورغ [الإنجليزية].

## منتجات الشركة
تتنوع منتجات الشركة في اختصاصات الأورام وعلاج الآلام والجهاز التنفسي والمفاصل وعلاج الجروح.
يعد اليودوفور (بالألمانية: Iodophor) من أبرز منتجات الشركة والذي يحتوي على بوفيدون يودي.